# 拇指向下 (热罗姆)
拇指向下（拉丁語：Pollice Verso）是法国艺术家让-莱昂·热罗姆的一幅油画，描绘指向获胜的角斗士的这种罗马手势。
在画中，罗马斗兽场的观众，包括维斯塔贞女，向获胜的盾斗士（murmillo）做出大拇指向下的手势，而被击败的网斗士举起两根手指祈求宽恕。这幅画是2000年电影《角斗士》的灵感来源，在电影中，康茂德伸出大拇指，饶恕电影中的英雄马克西姆斯。

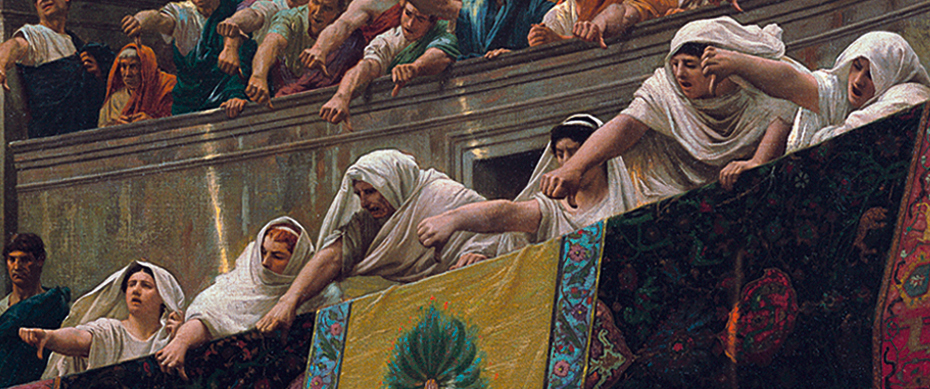
细部：维斯塔贞女向战败的角斗士发出死亡信号